# Fugees
De Fugees zijn een Amerikaanse groep waarvan het repertoire voornamelijk bestond uit hiphop, beïnvloed door soul en reggae. De leden van de groep zijn rapper-producer Wyclef Jean, rapster-zangeres Lauryn Hill en rapper Pras. Jean is afkomstig uit Haïti. Pras, neef van Jean, komt uit New York (Brooklyn). Hill is Afro-Amerikaans en afkomstig uit South Orange, New Jersey.

## Geschiedenis
De groep heeft twee albums opgenomen, waarvan één, The Score, een groot succes was en verschillende Grammy's won. De leden gingen in 1997 hun eigen weg. Hill en Jean begonnen een succesvolle solocarrière, terwijl Michel zich vooral richtte op het maken van soundtracks en acteren.
In 2005 gingen de drie gezamenlijk weer de studio's in om een nieuw album te produceren, dat begin 2006 op de markt zou verschijnen.

## Discografie

### Albums
| Album met eventuele hitnotering(en) in de Nederlandse Album Top 100 | Datum van verschijnen | Datum van binnenkomst | Hoogste positie | Aantal weken | Opmerkingen |
| ------------------------------------------------------------------- | --------------------- | --------------------- | --------------- | ------------ | ----------- |
| Blunted on reality                                                  | 1994                  | -                     |                 |              |             |
| The score                                                           | 1996                  | 27-04-1996            | 1(2wk)          | 46           |             |

| Album met hitnotering(en) in de Vlaamse Ultratop 200 albums | Datum van verschijnen | Datum van binnenkomst | Hoogste positie | Aantal weken | Opmerkingen |
| ----------------------------------------------------------- | --------------------- | --------------------- | --------------- | ------------ | ----------- |
| The score                                                   | 1996                  | 22-06-1996            | 1(4wk)          | 39           |             |

### Singles
| Single met eventuele hitnotering(en) in de Nederlandse Top 40 | Datum van verschijnen | Datum van binnenkomst | Hoogste positie | Aantal weken | Opmerkingen                                 |
| ------------------------------------------------------------- | --------------------- | --------------------- | --------------- | ------------ | ------------------------------------------- |
| Fu-gee-la                                                     | 1995                  | 04-05-1996            | 7               | 11           |                                             |
| Killing me softly                                             | 1996                  | 29-06-1996            | 1(6wk)          | 15           | Bestverkochte single van 1996 / Alarmschijf |
| Ready or not                                                  | 1996                  | 14-09-1996            | 3               | 7            | Alarmschijf                                 |
| No woman no cry                                               | 1996                  | 30-11-1996            | 21              | 4            |                                             |
| Rumble in the jungle                                          | 1997                  | 15-02-1997            | tip17           | -            |                                             |

| Single met hitnotering(en) in de Vlaamse Ultratop 50 | Datum van verschijnen | Datum van binnenkomst | Hoogste positie | Aantal weken | Opmerkingen |
| ---------------------------------------------------- | --------------------- | --------------------- | --------------- | ------------ | ----------- |
| Fu-gee-la                                            | 1995                  | 15-06-1996            | 14              | 14           |             |
| Killing me softly                                    | 1996                  | 13-07-1996            | 1(8wk)          | 20           |             |
| Ready or not                                         | 1996                  | 21-09-1996            | 6               | 15           |             |
| No woman no cry                                      | 1996                  | 14-12-1996            | 31              | 7            |             |

### NPO Radio 2 Top 2000
| Nummer met noteringen in de NPO Radio 2 Top 2000 | '10  | '11  | '12  | '13  | '14  | '15  | '16  | '17  | '18  | '19  | '20  | '21  | '22  | '23  | '24  |
| ------------------------------------------------ | ---- | ---- | ---- | ---- | ---- | ---- | ---- | ---- | ---- | ---- | ---- | ---- | ---- | ---- | ---- |
| Killing Me Softly                                | 1643 | 1872 | 1815 | 1697 | 1911 | 1937 | 1728 | 1631 | 1452 | 1489 | 1275 | 1280 | 1420 | 1425 | 1470 |

1. ↑  Een vetgedrukt getal geeft de hoogste notering aan.
2. ↑  2010 was het eerste jaar met een notering voor dit nummer.